# Mickaël Latour
Mickaël Mathieu Latour (Rueil-Malmaison, 16 de setembre de 1995), és un futbolista professional francès que juga com a volant dret al FC Chambly.

## Trajectòria
Latour va jugar a la base del Paris Saint-Germain abans d'unir-se a la Virtus Entella, club de segona divisió de la lliga italiana en 2014. Va jugar només quatre partits al club, i va sortir al final de la temporada.
L'1 de febrer de 2016, Latour ha signat un contracte de 18 mesos amb el RCD Espanyol, que treballa en l'equip filial a la Segona Divisió B.